# Ignaz von Döllinger
Johann Joseph Ignaz von Döllinger (Bamberga, 28 febbraio 1799 – Monaco di Baviera, 14 gennaio 1890) è stato un presbitero, teologo e storico tedesco.

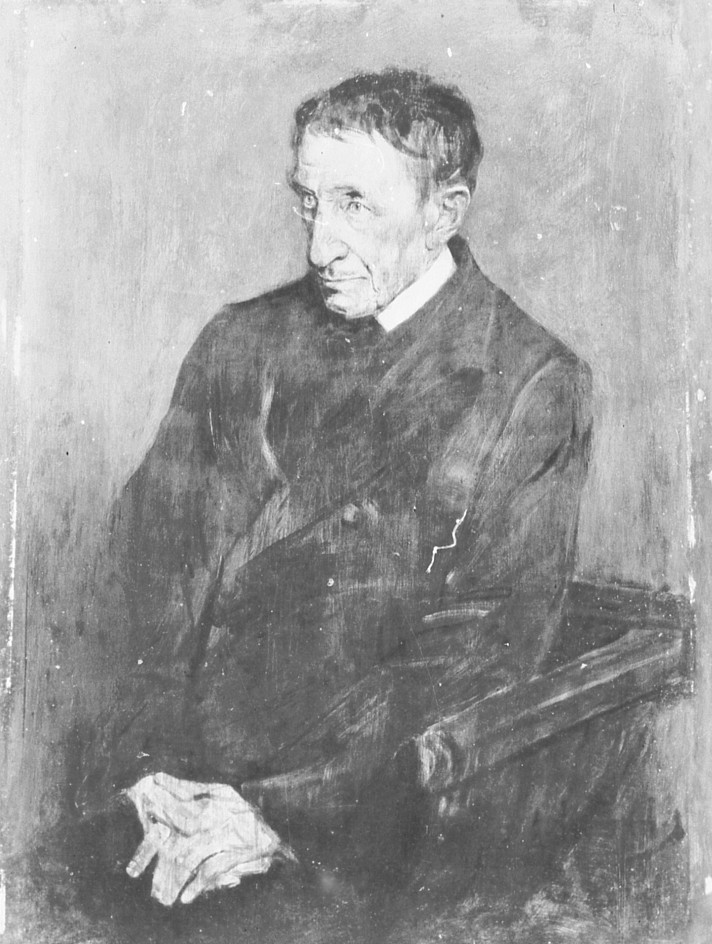
Franz Seraph von Lenbach, Ritratto di Ignaz von Döllinger, Düsseldorf, Kunstmuseum

Fu tra i principali oppositori alla proclamazione del dogma dell'infallibilità pontificia; diede un importante contributo alla dottrina e allo sviluppo della Chiesa vetero-cattolica pur non aderendovi mai ufficialmente.
Da non confondere con il quasi omonimo anatomista.

## I primi anni
Nacque a Bamberga, in Baviera, in una famiglia di intellettuali: suo nonno e suo padre erano due fisici eminenti e professori di scienza medica, e anche da parte materna il livello culturale era ugualmente elevato. Cominciò gli studi al gymnasium di Würzburg, per poi divenire studente di filosofia naturale all'Università di Würzburg, dove suo padre aveva una cattedra. Nel 1817 cominciò a studiare filosofia mentale e filologia, e nel 1818 passò allo studio della teologia, che riteneva stesse dietro ogni altra scienza. In particolare si dedicò a uno studio indipendente della Storia della Chiesa, una materia insegnata con scarso interesse nella Germania cattolica dell'epoca.
Nel 1820 conobbe Victor Aimé Huber (1800-1869), episodio che influenzò molto la sua vita. Il 5 aprile 1822 fu ordinato presbitero cattolico nella diocesi di Bamberga, dopo aver studiato a Bamberga, e nel 1823 divenne professore di storia della Chiesa e di diritto canonico al Gymnasium di Aschaffenburg. Successivamente conseguì il dottorato, e nel 1826 divenne professore di teologia a Monaco, dove passò il resto della sua vita. All'incirca in quell'epoca Döllinger attirò su di sé l'avversione di Christian Gottlob Heine, che era allora editore di un giornale di Monaco. Questi descrisse il volto del professore come "il più triste" in tutta la processione di ecclesiastici che si era svolta il Venerdì Santo.